# Quo Vadis (együttes)
A Quo Vadis együttes elődje a 80-as évek derekán alakult iskolai amatőr zenekarként Temesváron.
Tagjai megalakuláskor: Farkas László (szólógitár, vokál), Farkas Szilámér (ritmusgitár), Borbély Szilárd (dobok). 1991-ben mutatkoztak be nyilvánosan, Gáspár Zsolt csatlakozása után. Nem sokkal a bemutatkozó koncert után Farkas Szilamér elhagyta a csapatot, az együttes trió formában játszott 2004-ig. Ez idő alatt az együttes megnyerve a Buzau-i rockfesztivált lemezkiadási jogot kapott megosztva a Floare Albastra nevű együttessel. Ezután kiadtak egy saját anyagot "Connect with me" címmel audiokazettán. 2004-ben Gáspár Zsolt elhagyta a csapatot, helyére Czifrák István basszusgitáros és Nagy Bogdan énekes, szájharmonikás lépett. Az együttes fellépett kisebb-nagyobb fesztiválokon, klubokban Franciaországban, a Felvidéken és Magyarországon. Több ízben is meghívottja volt a Paksi gasztro-blues fesztiválnak, melynek egyik gyűjteményes lemezére egy daluk fel is került. 
A román állami televízió Cream számokból álló műsorukat felvette. A bukaresti blueskocsmákban is sikert arattak, a kilencvenes években egész Romániában megismerték nevüket. A különböző romániai rockfesztiválokon rendszeresen szerepeltek. 1998-ban meghívták őket Franciaországba, a Belfort-i FIMU fesztiválra. Ugyanebben az évben már másodszor koncerteztek Budapesten. Saját szerzemények mellett a Cactus, a Colosseum, a Led Zeppelin, a Mountain, továbbá Muddy Waters és Jimi Hendrix számokat játszanak.